# Juan Carlos Riofrío Martínez-Villalba
Juan Carlos Riofrío Martínez-Villalba (Guayaquil, 1 de marzo de 1976 - ), jurista y escritor ecuatoriano, descendiente lejano del primer novelista ecuatoriano, Miguel Riofrío. Ha sido Decano y profesor de Derecho constitucional, Teoría Fundamental del Derecho y de Derecho de la Información en la Universidad de los Hemisferios (Ecuador). Actualmente es profesor de Jurisprudence y Derechos Humanos en Strathmore University (Kenia) y Fellow del Center for the Study of Law and Religion de Emory University (Atlanta). 

## Biografía
Su primera formación académica la obtuvo principalmente en la Universidad Católica Santiago de Guayaquil, donde obtuvo la Licenciatura en Ciencias Políticas y Sociales, así como el título de Abogado en el año 2000, y más tarde el título de Doctor en Jurisprudencia el año 2003. Dos años más tarde sería Especialista en Derecho de las Telecomunicaciones por la Universidad Andina Simón Bolívar.
Al terminar la carrera de derecho ingresó al Estudio Jurídico Coronel & Pérez, donde labora hasta el día de hoy. Pronto comenzó además a dar clases de Derecho constitucional, de Derecho de la información y de Derecho informático en la Universidad de donde egresó y en la Universidad de Especialidades Espíritu Santo, hasta que por motivos de trabajo se trasladó a vivir a la ciudad Quito. En la capital continuó su labor docente en la Universidad de los Hemisferios, donde fue nombrado Decano de la Facultad de Derecho el año 2005. Ejerció este cargo hasta el año 2007, en que se fue a vivir a Roma, para cursar los estudios de Derecho canónico en la Pontificia Universidad de la Santa Cruz, donde obtuvo la licenciatura el año 2011 y su segundo doctorado el año 2015. En Ecuador se reincorporó a las labores docentes en la misma Universidad quiteña. El año 2019 comenzó su labor académica en Strathmore University (Kenia).
Autor de varios libros de literatura e historia, y de numerosos libros y artículos de derecho.

## Obra literaria
Su pluma se ha caracterizado por una gran versatilidad, que prueba nuevos estilos y técnicas de expresión. Se ha interesado por el arte, costumbres e historia de los lugares donde ha vivido (Guayaquil, Quito y Roma). En estas ciudades ha procurado fomentar, e incluso rescatar cuando lamentablemente se han perdido, varias de las antiguas costumbres locales.
Entre sus obras se encuentra "El corazón de la ciudad" (2003), "El Pirata enmascarado" (2007), "Juegos de Pluma. Técnicas literarias llevadas al extremo" (2014), "Books" (2015) y "La Virgen del Chalet" (2015). Las obras han sido editadas por el Muy Ilustre Municipio de Guayaquil, Editorial Caracola, Editorial El Conejo, Justicia y Paz, Altazor, Smashwords y la Universidad de los Hemisferios.
Ha inaugurado desde el año 2019 un podcast dedicado a explicar diferentes temas de la filosofía a través del comentario de diversas canciones.

## Obra jurídica
El profesor ha diseñado algunas tesis originales en la filosofía del derecho, que han repercutido en su cosmovisión constitucional. También es original suya la teoría general de los secretos. Desde el año 2001 está escribiendo un Código de Derecho Natural, que contiene los primeros principios del derecho y lo que es razonable en este campo, distinto a los modernos códigos de derecho natural como los de Samuel Pufendorf o Christian Wolff. 

### Metafísica jurídica
La preocupación central en su carrera, que a la vez ha sido partida de muchos de sus estudios, fue la de dotar de las bases filosóficas más sólidas a la ciencia del derecho. Como muchos, estas bases sólo las encontró dentro de la línea aristotélico-tomista; sin embargo, desde un inicio se percató que los filósofos de esta línea de pensamiento habían descuidado fundamentar la misma filosofía del derecho al descuidar la metafísica. Por tanto, puso todo su empeño en sistematizar esta olvidada parte de la filosofía del derecho.
Uno de los primeros trabajos que publicó sobre el tema fue el de Las causas metafísicas como fuentes del derecho, donde  identificaba las tradicionales fuentes del derecho (como la ley, la costumbre, la jurisprudencia, etc.) con las cuatro causas metafísicas clásicas de toda la realidad (la causa material, la causa formal, la causa eficiente y la causa final). La ley sería una causa formal del ordenamiento jurídico, pero no la única, ni la principal. La principal sería la causa causarum, es decir, la causa final: ahí están los fines del derecho, los valores jurídicos y hacia ella conducen los principios generales del derecho. En la causa eficiente aparecen los operadores del derecho que con su inteligencia y voluntad crean lo jurídico. Riofrío desarrolla el concepto de concepciones jurídicas como una de las fuentes primigenias del derecho. Son concepciones jurídicas la doctrina, la interpretación de la ley, el derecho evidente, la cultura jurídica, parte de la costumbre, entre otros. Por último, la causa material puede ser muy variada (el pensamiento, los bienes materiales, las personas, etc.), en cuanto la forma justa se reproduzca en esas cosas.
En trabajos ulteriores profundizó en la metafísica de lo jurídico, analizando el ser y el tiempo jurídico, junto al cambio jurídico. Ello lo llevó a rescatar para la filosofía del derecho el poderoso concepto de potencia, con el que los griegos resolvieron la cuestión del movimiento, del tiempo y del conocimiento. Modulando la teoría de la composición hilemórfica de Aristóteles, Riofrío introduce en el derecho el concepto de "ser jurídico" y de "potencia jurídica". El ser jurídico es lo que "es" hoy y ahora en el derecho; comprende todo lo que de hecho posee la medida de lo justo: la ley vigente, los derechos adquiridos, la relación jurídica trabadas y sus elementos (bienes, personas, contratos...). La potencia jurídica es lo que no es, pero puede ser; en otras palabras, es el conjunto de posibilidades justas o jurídicas que se abren a una realidad determinada. Un niño está en potencia de contraer matrimonio, pero mientras no crezca, no podrá hacerlo. La sumatoria de ser y potencia jurídica da como resultado el espacio jurídico.

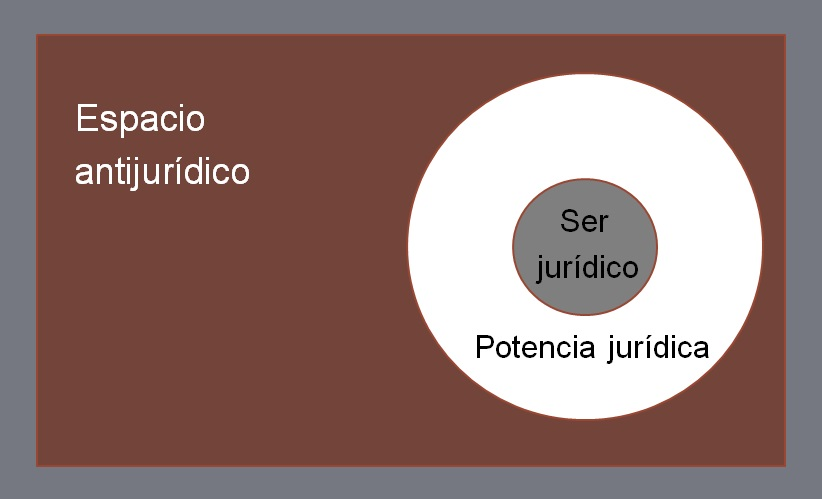
Síntesis gráfica del espacio jurídico (conformado por el ser y la potencia jurídica) y el espacio antijurídico

Lo contrario al espacio jurídico es el espacio antijurídico. Riofrío recoge el concepto de “antijuricidad” delineado por Rudolf von Jhering, quien lo identifica con las actuaciones humanas que perturban la paz social, que dañan los bienes jurídicos y atentan contra los intereses protegidos en el ordenamiento. Riofrío entiende lo antijurídico de manera más amplia, como aquello contrario al derecho-relación (derecho-cosa justa), al derecho-ley, al derecho subjetivo y al concepto lato de ordenamiento jurídico que más adelante se perfilará. Más allá del espacio jurídico está el espacio antijurídico.
Con estos conceptos Riofrío explica el cambio y el tiempo jurídico, donde resultan necesarios los siguientes elementos: a) algo esté en potencia de ser jurídico; b) una causa metafísica que le mueva a ese algo a obtener ese ser jurídico; y, c) un término o fin de ese algo. Con estas bases pulirá la teoría de la pirámide de Kelsen y de Merkl.

### Derecho constitucional

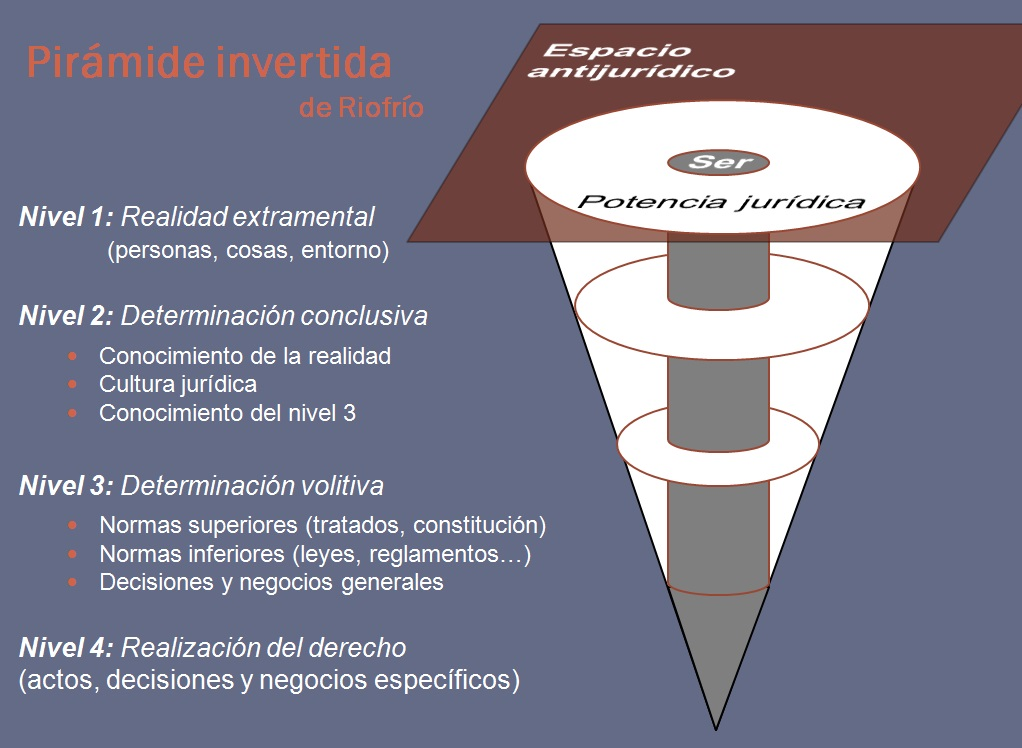
Pirámide invertida de Riofrío

Riofrío observa que los aciertos de Kelsen vinieron por la vía de la causa formal, porque era un buen positivista. Pero sus bases neokantianas, desconocedoras del concepto de potencia, le impidieron terminar de diseñar la pirámide jurídica. Tras la crítica, decide terminar la labor entonces empezada.
Para el efecto, primero considera que el ordenamiento jurídico es un orden de cosas reales: se ordenan las personas, las cosas y el entorno. Personas, cosas y entorno tienen un ser y una potencia, en cuanto tienen varias posibilidades limitadas por la naturaleza. El conocimiento conoce varias de esas posibilidades, pero no todas: por eso la potencialidad de las cosas en el entendimiento es menor. Y de todas las posibilidades jurídicas que la inteligencia comprende, sólo unas pocas llega la voluntad a querer como ley, negocio o acto jurídico. La voluntad no puede escoger lo desconocido; elige sólo entre las opciones que el intelecto conoce. Por esto el espacio jurídico de la voluntad es menor. Al final, la realidad jurídica concretada será la menor de las posibilidades. Estos serían, entonces, los cuatro pisos del ordenamiento jurídico:
- Las posibilidades justas de la realidad
- El conocimiento jurídico de esa realidad
- Lo que la voluntad jurídica escoge
- El ser eficazmente jurídico, el derecho realizado

Como cada nivel tiene una potencialidad menor, cada piso es más chico. La pirámide invertida de Riofrío es eso: la reducción escalonada del espacio jurídico. Riofrío suscribe un trialismo que une las conductas, las normas y los valores con el concepto de "espacio jurídico" y con las causas metafísicas del derecho, que son las que dan unidad al ordenamiento jurídico. En este sentido, es fundador del trialismo metafísico.

### Teoría general de los secretos
Otro punto destacado de Riofrío es su singular teoría sobre la información oculta. En su libro El derecho de los secretos
  plantea una teoría general para todo género de secretos (bancario, profesional, secretos de estado, provenientes de la intimidad, etc.). Para el efecto, observa que hay informaciones más nucleares o centrales a la persona humana, como todo lo que tiene que ver con la intimidad corporal y personal, mientras existen otras que están más expuestas al público, como la información comercial, o más aún, la información que reposa en las entidades públicas. Los secretos relacionados con la parte más nuclear del ser humano merecen una protección más profunda, que los relacionados con la parte más externa. A partir de ahí diseña varios principios para deducir el grado de protección que cada secreto merece.